# Zoothera andromedae
Zoothera andromedae là một loài chim trong họ Turdidae.